# Rajmund Stachurski
Rajmund Stachurski (ur. 21 czerwca 1935 w Kielcach, zm. 10 kwietnia 2004) – polski strzelec sportowy, żołnierz, trener, olimpijczyk z Meksyku 1968 i Monachium 1972.
Zawodnik specjalizujący się w strzelaniu z pistoletu. Był zawodnikiem Zawiszy Bydgoszcz i Wawelu Kraków. Podczas swojej kariery zawodniczej wielokrotny mistrz Polski w latach 1964-1984.
Wielokrotny medalista mistrzostw świata i w mistrzostw Europy:
- 1965
  - 3. miejsce w mistrzostwach Europy w konkurencji strzelania z pistoletu dowolnego 60 strzałów drużynowo (partnerami w drużynie byli: Edward Szmidt, Józef Frydel, Maciej Dunin-Łabędzki,
- 1966
  - 3. miejsce w mistrzostwach świata w konkurencji strzelania z pistoletu dowolnego 60 strzałów drużynowo (partnerami w drużynie byli: Józef Zapędzki, Józef Frydel, Henryk Siek,
- 1970
  - 3. miejsce w mistrzostwach świata w konkurencji strzelania z pistoletu dowolnego 60 strzałów drużynowo (partnerami w drużynie byli: Karol Chodkiewicz, Paweł Małek, Zbigniew Fedyczak,
- 1971
  - 1. miejsce w mistrzostwach Europy w konkurencji strzelania z pistoletu pneumatycznego 40 strzałów drużynowo (partnerami w drużynie byli: Karol Chodkiewicz, Paweł Marek, Wacław Hamerliński)
- 1973
  - 3. miejsce w mistrzostwach Europy w strzelaniu z pistoletu pneumatycznego 40 strzałów drużynowo (partnerami byli:Józef Zapędzki, Paweł Małek, Wacław Hamerliński),
- 1974
  - 2. miejsce w mistrzostwach Europy w strzelaniu z pistoletu pneumatycznego 40 strzałów drużynowo (partnerami byli:Paweł Małek, Zbigniew Fedyczak, Józef Zapędzki),
- 1975
  - 3. miejsce w mistrzostwach Europy w strzelaniu z pistoletu pneumatycznego 40 strzałów drużynowo (partnerami byli:Paweł Małek, Stanisław Czyrek, Józef Zapędzki),
- 1976
  - 2. miejsce w mistrzostwach Europy w strzelaniu z pistoletu pneumatycznego 40 strzałów drużynowo (partnerami byli:Paweł Małek, Zbigniew Robczuk, Józef Zapędzki),

Na igrzyskach w roku 1968 startując w konkurencji strzelania z pistoletu dowolnego 50 metrów zajął 28. miejsce. 
W roku 1972 na igrzyskach zajął 4. miejsce w strzelaniu z pistoletu dowolnego dystans 50 metrów.
W trakcie kariery 177 razy reprezentował Polskę na zawodach międzynarodowych. Ogółem podczas swojej kariery zdobył 222 medale.
Rajmund Stachurski został pochowany na cmentarzu Nowym w Kielcach.